# Stratenec (Mała Fatra)
Stratenec (1513 m) –  szczyt w paśmie górskim Mała Fatra na Słowacji. Wznosi się w głównym grzbiecie Małej Fatry Krywańskiej, pomiędzy Małym Krywaniem, od którego oddzielony jest przełęczą Priehyb (1462 m) a Białymi Skałami, od których oddziela go przełęcz Vráta (1446 m). W północno-zachodnim kierunku z wierzchołka odchodzi krótki boczny grzbiet oddzielający dwie dolinki: Kukurišova dolina i Prostredná dolina; obydwie są górnymi odgałęzieniami doliny Kúr. W grzbiecie tym znajduje się Stratenecká priepasť. Całość północno-zachodnich stoków Strateńca jest objęta ochroną ścisłą (rezerwat przyrody Suchý). Południowo-wschodnie stoki opadają do górnej części Sučianskiej doliny.
Wierzchołek Stratenca zbudowany jest z kwarcytów, natomiast niższe partie ze skał wapiennych i dolomitowych. Grzbiet Strateńca jest odkryty, a stoki są trawiaste i zarastające kosodrzewiną. Dzięki temu z czerwonego szlaku prowadzącego wąską granią rozciągają się szerokie panoramy widokowe.

## Szlak turystyczny
odcinek: Nezbudská Lúčka – Podhradské – Chata pod Suchým – sedlo Príslop pod Suchým – Javorina – Suchý – Białe Ściany – sedlo Vráta –  Stratenec – sedlo Priehyb – Mały Krywań – Koniarky – Bublen – Pekelník – Wielki Krywań – Snilovské sedlo. Czas przejścia: 7.10 h, ↓ 6.25 h: